# Bill Pullman
Bill Pullman (n. 17 decembrie 1953, Hornell, New York) este un actor de film american.

## Biografie
E unul din cei 7 frați. A studiat la Universitatea de Stat a Colegiului New York și la Universitatea Massachusetts. E căsătorit cu Tamara Hurwitz și are 3 copii. 

## Filmografie
| An   | Titlu                       | Rol                             | Note               |
| ---- | --------------------------- | ------------------------------- | ------------------ |
| 1986 | Ruthless People             | Earl Mott                       |                    |
| 1987 | Spaceballs                  | Lone Starr                      |                    |
| 1988 | The Serpent and the Rainbow | Dennis Alan                     |                    |
| 1988 | Rocket Gibraltar            | Crow Black                      |                    |
| 1988 | The Accidental Tourist      | Julian                          |                    |
| 1990 | Brain Dead                  | Dr. Rex Martin                  |                    |
| 1990 | Sibling Rivalry             | Nicholas Meany                  |                    |
| 1990 | Bright Angel                | Bob                             |                    |
| 1991 | Liebestraum                 | Paul Kessler                    |                    |
| 1992 | Nervous Ticks               | York Daley                      |                    |
| 1992 | Newsies                     | Bryan Denton                    |                    |
| 1992 | A League of Their Own       | Bob Hinson                      |                    |
| 1992 | Singles                     | Doctor Jamison                  |                    |
| 1993 | Sommersby                   | Orin Meecham                    |                    |
| 1993 | Sleepless in Seattle        | Walter                          |                    |
| 1993 | Malice                      | Andy Safian                     |                    |
| 1993 | Mr. Jones                   | Șef de șantier                  | Necreditat         |
| 1994 | The Favor                   | Peter                           |                    |
| 1994 | Wyatt Earp                  | Ed Masterson                    |                    |
| 1994 | The Last Seduction          | Clay Gregory                    |                    |
| 1995 | While You Were Sleeping     | Jack Callaghan                  |                    |
| 1995 | Casper                      | Dr. James Harvey                |                    |
| 1996 | Mr. Wrong                   | Whitman Crawford                |                    |
| 1996 | Ziua Independenței          | Președintele Thomas J. Whitmore |                    |
| 1997 | Lost Highway                | Fred Madison                    |                    |
| 1997 | The End of Violence         | Mike Max                        |                    |
| 1998 | Zero Effect                 | Daryl Zero                      |                    |
| 1999 | Lake Placid                 | Jack Wells                      |                    |
| 1999 | Brokedown Palace            | 'Yankee' Hank Green             |                    |
| 1999 | History Is Made at Night    | Harry Howe/Ernie Halliday       |                    |
| 2000 | The Guilty                  | Callum Crane                    |                    |
| 2000 | Titan A.E.                  | Captain Joseph Korso            | Voce               |
| 2000 | Lucky Numbers               | Det. Pat Lakewood               |                    |
| 2001 | Ignition                    | Conor Gallagher                 |                    |
| 2002 | Igby Goes Down              | Jason Slocumb                   |                    |
| 2003 | Rick                        | Rick                            |                    |
| 2004 | The Grudge                  | Peter Kirk                      |                    |
| 2005 | Dear Wendy                  | Officer Krugsby                 |                    |
| 2006 | Scary Movie 4               | Henry Hale                      |                    |
| 2006 | Alien Autopsy               | Morgan Banner                   |                    |
| 2007 | Nobel Son                   | Max Mariner                     |                    |
| 2007 | You Kill Me                 | Dave                            |                    |
| 2008 | Surveillance                | Sam Hallaway                    |                    |
| 2008 | Bottle Shock                | Jim Barrett                     |                    |
| 2008 | Phoebe in Wonderland        | Peter Lichten                   |                    |
| 2008 | Your Name Here              | William J. Frick                |                    |
| 2010 | Peacock                     | Edmund French                   |                    |
| 2010 | The Killer Inside Me        | Billy Bob Walker                |                    |
| 2010 | Rio Sex Comedy              | William                         |                    |
| 2011 | Bringing Up Bobby           | Kent                            |                    |
| 2012 | Lola Versus                 | Lenny                           |                    |
| 2013 | The Unbelievers             | El însuși                       |                    |
| 2014 | Red Sky                     |                                 |                    |
| 2014 | The Equalizer               |                                 |                    |
| 2014 | Cymbeline                   |                                 | Post-producție     |
| 2015 | American Ultra              | Raymond Krueger                 | În curs de filmare |

| An        | Titlu                             | Rol                      | Note                                                                           |
| --------- | --------------------------------- | ------------------------ | ------------------------------------------------------------------------------ |
| 1986      | Cagney & Lacey                    | Doctor Giordano          | Episodul: "A Safe Place"                                                       |
| 1989      | Home Fires Burning                | Henry Tibbets            | Film                                                                           |
| 1990      | The Tracey Ullman Show            | Sheldon Moss             | Episodul: "The Word"                                                           |
| 1992      | Crazy in Love                     | Nick Symonds             | Film                                                                           |
| 1995      | Fallen Angels                     | Rich Thurber             | Episodul: "Tomorrow I Die"                                                     |
| 1996      | Mistrial                          | Steve Donohue            | Film                                                                           |
| 1997      | Merry Christmas, George Bailey    | George Bailey            | Film                                                                           |
| 2000      | The Virginian                     | The Virginian            | Film                                                                           |
| 2001      | Night Visions                     | Major Ben Darnell        | Episodul: "A View Through the Window"                                          |
| 2004      | Tiger Cruise                      | Cmdr. Dolan              | Film                                                                           |
| 2005      | Revelations                       | Richard Massey           | 6 episoade                                                                     |
| 2008      | Law & Order: Special Victims Unit | Kurt Moss                | Episodul: "Closet"                                                             |
| 2010      | Nathan vs. Nature                 | Arthur                   | Film                                                                           |
| 2011      | Too Big to Fail                   | Jamie Dimon              | Film                                                                           |
| 2011      | Innocent                          | Rusty Sabich             | Film                                                                           |
| 2011      | Torchwood: Miracle Day            | Oswald Danes             | 8 episoade Nominalizare – Saturn Award for Best Supporting Actor on Television |
| 2012–2013 | 1600 Penn                         | President Dale Gilchrist | 13 episoade                                                                    |